# Vivek Ramaswamy
Vivek Ganapathy Ramaswamy ([vɪˈvɛk rɑːmɑːˈswɑːmiː]); nascido em 9 de agosto de 1985) é um empresário e político americano.
Ramaswamy nasceu em Cincinnati, filho de pais imigrantes indianos. Ele se formou na Universidade de Harvard com bacharelado em biologia e mais tarde obteve um JD (Juris Doctor) na Universidade de Yale. Em 2014, Ramaswamy fundou a empresa biofarmacêutica Roivant Sciences depois de trabalhar como sócio de investimento em um fundo de cobertura. Depois de deixar o cargo de executivo-chefe da Roivant em 2021, Ramaswamy cofundou e atuou como presidente executivo da Strive Asset Management, uma empresa de investimentos que se opõe à ênfase tradicional na responsabilidade social corporativa. Em fevereiro de 2023, Ramaswamy declarou sua candidatura à indicação do Partido Republicano para presidente dos Estados Unidos nas eleições de 2024. Após obter menos de 10% nas prévias de Iowa, Ramawany abandonou a disputa e declarou seu apoio a Donald Trump.
Ramaswamy ganhou destaque nos círculos conservadores como um ativista "anti-woke". Ele centrou sua candidatura na crítica do que ele chama de "novas religiões seculares" como "wokismo" e "covidismo, climatismo e ideologia de gênero", e na crítica dos negócios ambientais, sociais, e iniciativas de governança corporativa (ESG, sigla em inglês). Ele afirma que a cultura woke promove uma narrativa de "vitimização", que precisa ser substituída pelos valores americanos tradicionais e pela primazia do mérito. Em abril de 2023, a Forbes estimou seu patrimônio líquido em $630 milhões; sua riqueza vem de negócios financeiros e de biotecnologia.

## Início da vida e família
Ramaswamy nasceu em 9 de agosto de 1985, em Cincinnati, Ohio, filho de pais imigrantes Hindus Indianos, e foi criado em Ohio. Sua família é Brâmane pertencente à comunidade Iyer de Kerala. Seu pai, V.G. Ramaswamy, formado pelo Instituto Nacional de Tecnologia Calicut, Kozhikode, trabalhou como engenheiro e advogado de patentes da General Electric, enquanto sua mãe, Geetha Ramaswamy, formada pela Faculdade de Medicina e Instituto de Pesquisa de Mysore, trabalhou como psiquiatra geriátrica. Seus pais imigraram de Palakkad, onde a família tinha uma casa ancestral em uma aldeia tradicional de Vadakkencherry agraharam. Quando criança, Ramaswamy e sua família frequentavam o Templo Hindu local em Dayton. Seu professor de piano, que é um cristão conservador, lhe deu aulas particulares desde o ensino fundamental até o ensino médio, também influenciou suas opiniões sociais. Ele passou muitas férias de verão viajando para a Índia com seus pais.

## Educação
Ramaswamy se formou em 2003 no Colégio São Xavier, em Cincinnati. Ele era o orador da turma e havia sido um jogador de tênis júnior classificado nacionalmente.
Em 2007, Ramaswamy se formou com honras na Universidade de Harvard como Bacharel em Biologia e foi membro do Phi Beta Kappa. Em Harvard, ele ganhou a reputação de libertário impetuoso e confiante. Ele morava na Kirkland House e era membro da União Política Harvard, tornando-se seu presidente. Ele disse ao Harvard Crimson que se considerava um opositor que adorava debater. Enquanto estava na faculdade, ele foi estagiário do fundo de cobertura Amaranth Advisors e depois do banco de investimentos Goldman Sachs. Ele escreveu sua tese sênior sobre as questões éticas levantadas pela criação de quimeras humano-animais e ganhou o Prêmio Bowdoin. Um artigo de opinião de Ramaswamy resumindo sua tese foi publicado pelo Boston Globe e republicado no New York Times.
Em 2011, as Bolsas de Estudo Paul &amp; Daisy Soros para Novos Americanos concederam a Ramaswamy uma bolsa de pós-graduação. Em 2013, ele ganhou um Juris Doctor da Escola de Direito de Yale. A essa altura, Ramaswamy já havia acumulado riqueza com seu envolvimento nas indústrias financeira, farmacêutica e de biotecnologia; ele disse em 2023 que tinha um patrimônio líquido de cerca de US$ 15 milhões antes de se formar na faculdade de direito.

## Carreira empresarial

### Início de carreira
Em 2007, Ramaswamy e Travis May co-fundaram a Campus Venture Network, uma empresa de tecnologia que fornecia software e recursos de rede para empreendedores universitários. A empresa foi adquirida pela Fundação Ewing Marion Kauffman.
Ramaswamy trabalhou no fundo de cobertura QVT Financial de 2007 a 2014. Ele foi sócio e cogerenciou o portfólio de biotecnologia da empresa.

### Roivant Sciences e subsidiárias

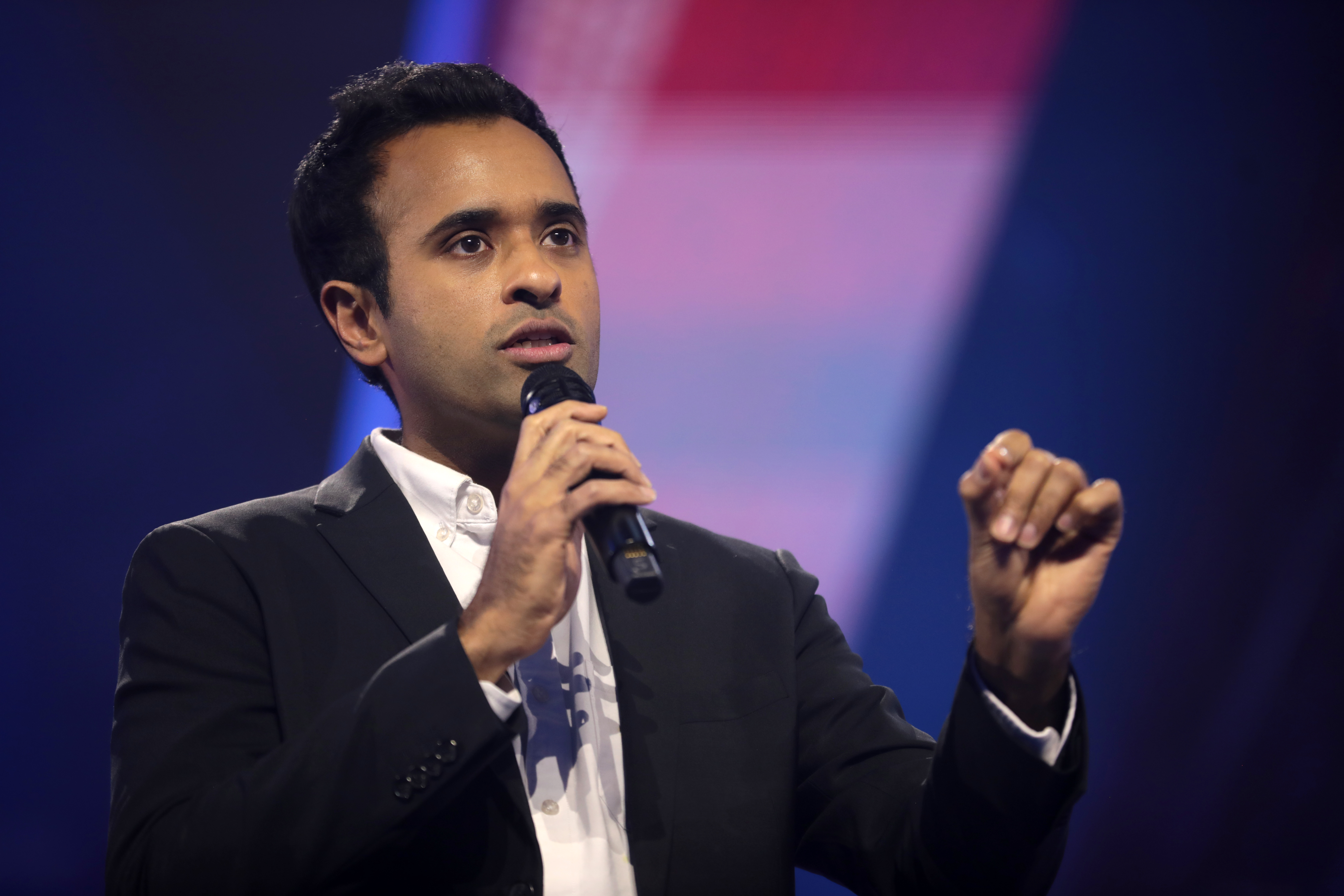
Ramaswamy falando com os participantes do AmericaFest 2022 no Phoenix Convention Center em Phoenix, Arizona

Em 2014, Ramaswamy fundou a empresa farmacêutica Roivant Sciences ; o "Roi" no nome da empresa refere-se ao retorno do investimento. A empresa foi constituída nas Bermudas, um paraíso fiscal, e recebeu quase US$ 100 milhões em capital inicial da QVT e de outros investidores. Sua estratégia era comprar patentes de grandes empresas farmacêuticas para medicamentos que ainda não haviam sido desenvolvidos com sucesso e, em seguida, trazê-los para o mercado.
Em 2015, Ramaswamy levantou $ 360 milhões para a subsidiária da Roivant , Axovant Sciences, em uma tentativa de comercializar a intepirdina como um medicamento para a doença de Alzheimer. Em dezembro de 2014, Axovant comprou a patente da intepirdina da GlaxoSmithKline (onde a droga falhou em quatro ensaios clínicos anteriores) por $ 5 milhões, uma pequena quantia na indústria. Ramaswamy apareceu na capa da revista Forbes em 2015 e disse que sua empresa seria "o maior retorno sobre o investimento já realizado na indústria farmacêutica". Antes do início de novos ensaios clínicos, ele engendrou uma oferta pública inicial da Axovant. A Axovant tornou-se uma "queridinha de Wall Street " e levantou US$ 315 milhões em seu IPO. O valor de mercado da empresa disparou inicialmente para quase US$ 3 bilhões, embora na época ela tivesse apenas oito funcionários, incluindo o irmão e a mãe de Ramaswamy. Ramaswamy recebeu um grande pagamento depois de vender uma parte de suas ações na Roivant para a Viking Global Investors. Ele reivindicou mais de $ 37 milhões em ganhos de capital no ano fiscal de 2015. Ramaswamy disse que sua empresa seria a "Berkshire Hathaway do desenvolvimento de drogas" e divulgou a droga como uma oportunidade "tremenda" que "poderia ajudar milhões" de pacientes, gerando algumas críticas de que ele estaria prometendo demais.
Em setembro de 2017, a empresa anunciou que a intepirdina havia falhado em seu grande ensaio clínico. O valor da empresa despencou; perdeu 75% em um único dia e continuou a diminuir depois disso. Os acionistas que perderam dinheiro incluíram vários investidores institucionais, bem como o fundo de pensão do Sistema de Aposentadoria dos Professores do Estado da Califórnia. Ramaswamy foi isolado de muitas das perdas de Axovant, porque manteve sua participação pessoal por meio de Roivant. A empresa abandonou a intepirdina. Ramaswamy disse em 2018 que não se arrependia da forma como a empresa lidou com a droga; nos anos seguintes, disse que lamentava o resultado, mas se irritava com as críticas à empresa. A Axovant tentou se reinventar como uma empresa de terapia genética, mas foi dissolvida em 2023.
Em 2017, Ramaswamy fechou um acordo com a Masayoshi Son, no qual o SoftBank investiu US$ 1,1 bilhão na Roivant. Em 2019, a Roivant vendeu sua participação em cinco subsidiárias (ou "vants"), incluindo a Enzyvant, para a Sumitomo Dainippon Pharma; Ramaswamy obteve US$ 175 milhões em ganhos de capital com a venda. O acordo também deu à Sumitomo Dainippon uma participação de 10% na Roivant.
Enquanto fazia campanha para a presidência em 2023, Ramaswamy se autodenominava um "cientista" e disse "Desenvolvi vários medicamentos". Embora sua graduação seja em biologia, ele nunca foi um cientista; seu papel na indústria de biotecnologia era o de um financista e empresário.
Em janeiro de 2021, Ramaswamy deixou o cargo de CEO da Roivant Sciences e assumiu o cargo de presidente executivo. Em 2021, depois de renunciar ao cargo de CEO, Roivant foi listado na Nasdaq por meio de uma fusão reversa com a Montes Archimedes Acquisition Corp, um veículo de aquisição de propósito especial. Em fevereiro de 2023, Ramaswamy deixou o cargo de presidente da Roivant para focar em sua campanha presidencial.
Ramaswamy continua sendo o sexto maior acionista da Roivant, mantendo uma participação de 7,17%. A Roivant nunca foi lucrativa.

### Roivant Empreendimentos Sociais
Em 2020, quando Ramaswamy era CEO da Roivant Sciences, a empresa estabeleceu um braço de impacto social sem fins lucrativos, Roivant Social Ventures (RSV), com seu apoio. Uma iteração anterior do RSV foi a Fundação Roivant. Embora Ramaswamy tenha centrado sua campanha presidencial na cruzada contra a diversidade corporativa, equidade e inclusão (DEI) e iniciativas ambientais, sociais e de governança corporativa (ESG), a RSV trabalhou em apoio a iniciativas pró-DEI e ESG, incluindo a promoção da equidade em saúde e diversidade nas indústrias biofarmacêuticas e biotecnológicas. Em 2023, enquanto buscava a indicação presidencial republicana, ele minimizou seu papel na criação e supervisão do RSV.

### Outros empreendimentos
Em 2020, Ramaswamy cofundou o Chapter Medicare, uma plataforma de navegação do Medicare (sistema de seguros de saúde gerido pelo governo dos Estados Unidos). Ele serviu na equipe de resposta ao COVID-19 de Ohio.
Ele foi presidente da OnCore Biopharma, cargo que manteve na Tekmira Pharmaceuticals quando as duas empresas se fundiram em março de 2015.

### Ativismo anti-ESG e Strive Asset Management
Ramaswamy é cofundador e presidente executivo da Strive Asset Management, uma empresa de gestão de ativos com sede em Ohio. Ele levantou cerca de US$ 20 milhões de investidores externos, incluindo Peter Thiel, JD Vance e Bill Ackman.
Strive se posicionou como um fundo "anti-woke" e "anti-ESG"; Ramaswamy criticou gerentes de grandes ativos, como BlackRock, State Street e Vanguard, alegando que suas atividades ESG misturam negócios com política e prejudicam os acionistas.
Os gestores de fundos de pensão usam o ESG para avaliar o risco de longo prazo, incluindo os riscos climáticos, ao avaliar o portfólio e as decisões de negócios. Ramaswamy lutou contra o ESG, e enfatiza a doutrina da " primazia do acionista " articulada pela primeira vez por Milton Friedman. Em seu livro Woke, Inc.: Inside Corporate America's Social Justice Scam e em outros lugares, ele descreveu o investimento socialmente consciente das corporações privadas como simultaneamente ineficaz e a maior ameaça à sociedade americana. Em janeiro de 2023, a Strive lançou um serviço de consultoria de proxy para competir com empresas tradicionais como Glass Lewis e Institutional Shareholder Services.
Em junho de 2023, o total de ativos sob gestão da Strive era de aproximadamente US$ 750 milhões; novos depósitos líquidos na Strive, bem como duas dúzias de outros fundos anti-ESG, diminuíram.
Em outubro de 2022, Ramaswamy realizou reuniões a portas fechadas com legisladores da Carolina do Sul em uma sessão organizada pelo tesoureiro estadual Curtis Loftis ; durante as reuniões, Ramaswamy apresentou a Strive para administrar os fundos de pensão da Carolina do Sul. Em junho de 2023, depois que o The Post and Courier noticiou as reuniões, as sessões foram criticadas como uma forma de lobismo não registrado; O gerente de campanha de Ramaswamy negou qualquer impropriedade.

## Campanha presidencial (2023–2024)

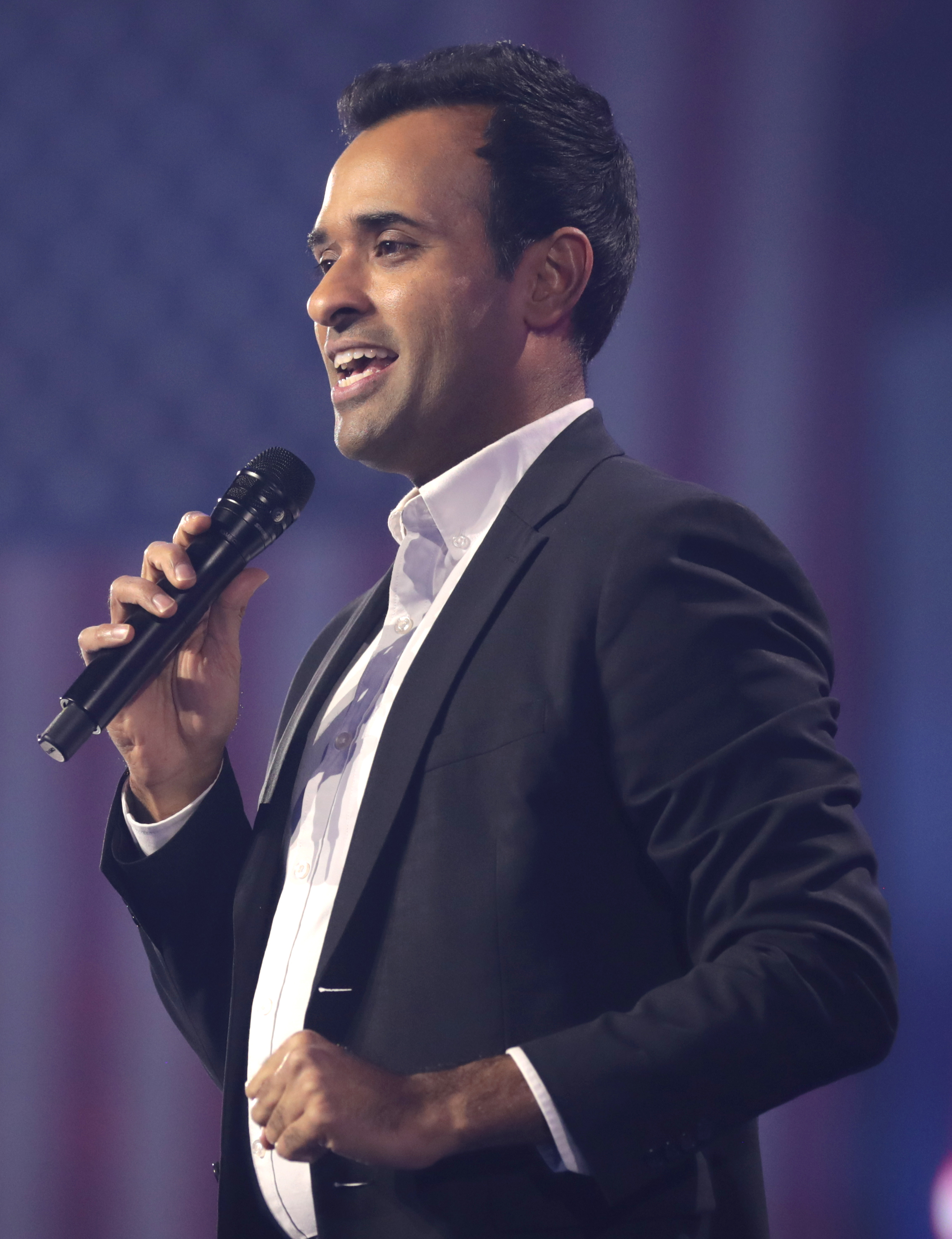
Ramaswamy fala no AmericaFest 2022

Antes de concorrer à presidência, Ramaswamy considerou concorrer às eleições de 2022 para o Senado dos Estados Unidos em Ohio. Em 21 de fevereiro de 2023, ele declarou sua candidatura à indicação republicana para presidente dos Estados Unidos em 2024 no Tucker Carlson Tonight. Ramaswamy divulgou publicamente 20 anos de suas declarações de imposto de renda individual e convocou seus rivais nas primárias a fazerem o mesmo. A fortuna pessoal de Ramaswamy compôs a grande maioria da arrecadação de fundos de sua campanha; no primeiro trimestre de 2023, ele emprestou para sua campanha cerca de US$ 10,25 milhões e contribuiu com US$ 297.250 adicionais.
Em maio de 2023, a campanha de Ramaswamy admitiu que pagou a um editor para alterar sua biografia na Wikipedia antes de anunciar sua candidatura, mas negou que tivesse motivação política.

### Posições políticas
Embora esteja concorrendo contra Trump para a indicação republicana de 2024, Ramaswamy é um defensor vocal dele. Depois que as contas de mídia social de Trump foram suspensas após o ataque ao Capitólio dos Estados Unidos em 6 de janeiro, Ramaswamy e Jed Rubenfeld co-escreveram um artigo de opinião do Wall Street Journal que chamou o ataque de "vergonhoso", mas também argumentou que os sites de mídia social deveriam ser tratados como atores estatais, e que o banimento de Trump das Redes Sociais violou a Primeira Emenda. Trump e Ramaswamy jantaram juntos no clube de Trump em Nova Jersey em 2022 e conversaram em uma convenção da National Rifle Association of America em abril de 2023. Trump elogiou Ramaswamy, escrevendo em seu site de mídia social, "O que gosto em Vivek é que ele só tem coisas boas a dizer sobre o 'presidente Trump'." Depois que Trump foi indiciado por acusações criminais federais em 2023, Ramaswamy imediatamente se uniu a Trump. Ele deu uma coletiva de imprensa do lado de fora do tribunal de Miami, onde Trump foi indiciado, e prometeu conceder-lhe um indulto caso fosse eleito presidente. Ele sugeriu que, se indicado, poderia considerar Robert F. Kennedy Jr., um democrata e ativista antivacina, como seu companheiro de chapa.
Ramaswamy argumentou que o capitalismo de estilo americano fornece um antídoto para o sistema de castas da Índia, oferecendo aos cidadãos de casta inferior mais oportunidades econômicas. Ele se opõe ao ensino da teoria crítica da raça. Ele também se opõe à ação afirmativa, chamando-a de "a maior forma de racismo institucionalizado na América hoje", e prometendo revogar a Ordem Executiva 11246 se eleito.
Ramaswamy se descreve como pró-vida, e disse: "Acho que o aborto é assassinato." Ele apóia a proibição do aborto até seis semanas em nível estadual, com exceções para estupro, incesto e perigo para a vida da mulher, mas se opõe a uma proibição federal.
Ramaswamy apoia a expansão do poder presidencial, comprometendo-se a governar por decreto executivo em um grau sem precedentes entre os presidentes americanos modernos. Ele apoia a abolição do Departamento de Educação, FBI e IRS. Ele afirma que o presidente tem o poder unilateral de abolir essas agências por ordem executiva, embora, de acordo com a Constituição, o Congresso tenha o poder do erário. Ele prometeu demitir "pelo menos metade da força de trabalho federal" e desmantelar as proteções do serviço público federal dos Estados Unidos, transformando empregos federais em empregos at-will (o emprego at-will concede ao empregador a possibilidade de demitir um funcionário por qualquer motivo e sem aviso prévio, desde que o motivo não seja ilegal). Ele pediu um mandato de oito anos para todos os funcionários do governo e prometeu revogar a ordem executiva emitida pelo presidente Kennedy, que dava aos funcionários federais o direito de negociar coletivamente. Ele também propôs a revogação da lei federal que exige que os presidentes gastem todo o dinheiro apropriado pelo Congresso.
Ramaswamy é a favor de aumentar a idade mínima permitida para votação para 25 anos na maioria das circunstâncias, o que exigiria a revogação da 26ª Emenda à Constituição. Essa proposta, se adotada, privaria cerca de 9% do eleitorado dos EUA. Ramaswamy disse que permitiria que cidadãos entre 18 e 24 anos votassem apenas se estivessem alistados nas forças armadas, trabalhassem como socorristas ou passassem em um teste cívico. Ele prometeu "usar as forças armadas norte americanas para aniquilar os cartéis de drogas mexicanos"; promessas semelhantes foram feitas por Trump, mas nunca realizadas.
Ramaswamy defende "grandes concessões à Rússia" na guerra russo-ucraniana. Ele é a favor do fim da ajuda militar dos EUA à Ucrânia, excluindo a Ucrânia da OTAN (dizendo que se "opõe totalmente" a ela) e permitindo que a Rússia ocupe regiões da Ucrânia em troca de um acordo para que a Rússia encerre sua aliança com a China. Ele chamou o presidente ucraniano Volodymyr Zelensky de "valentão" e em uma entrevista de 2023 fez alegações sem fundamento de que judeus e outras minorias foram maltratados na Ucrânia durante o mandato de Zelensky (que é judeu).
Ramaswamy disse que "não é um negacionista climático", mas vê a mudança climática global como "não totalmente ruim" e disse que "as pessoas deveriam se orgulhar de viver um estilo de vida que gere alto teor de carbono". Ramaswamy aceita que a queima de combustíveis fósseis causa mudanças climáticas, mas pediu aos EUA que "perfurem, explorem e queimem carvão" e afirmou que extrair e usar mais combustíveis fósseis aumentaria a economia e ajudaria a pagar pela mitigação das mudanças climáticas. Ele criticou o que chama de "culto climático" e disse que, como presidente, "abandonaria a estrutura anticarbono como existe" e interromperia "qualquer mandato para medir o dióxido de carbono". Em 2022, ele pediu a Chevron a aumentar a produção de petróleo e criticou seu apoio a um imposto sobre o carbono. A empresa de Ramaswamy detém uma participação de 0,02% na Chevron.

## Vida pessoal
A esposa de Ramaswamy, Apoorva Ramaswamy, é professora assistente e médica no Wexner Medical Center da Ohio State University. Ele a conheceu enquanto estudava direito em Yale, onde ela estudava medicina. Eles têm dois filhos. Ramaswamy é hindu e vegetariano. De acordo com parentes, ele fala tâmil fluentemente e entende (mas não fala) malaiala.
Em 2023, o conselheiro de campanha de Ramaswamy disse que seu patrimônio líquido era de mais de US$ 1 bilhão; A Forbes estimou em US$ 630 milhões. Ele mora na cidade de Nova York. Em 2021, ele possuía uma casa em Butler County, Ohio, mas em 2023, o único imóvel que ele relatou possuir era uma casa em Columbus, Ohio.

## Trabalhos publicados
- Ramaswamy, Vivek (2021). Woke, Inc: Inside Corporate America's Social Justice Scam. Nova Iorque, NY: Center Street. ISBN 978-1-5460-9078-6. OCLC 1237631944

- Ramaswamy, Vivek (2022). Nation of Victims: Identity Politics, the Death of Merit, and the Path Back to Excellence. Nova Iorque, NY: Center Street. ISBN 978-1-5460-0296-3. OCLC 1546002960

- Ramaswamy, Vivek (2023). Capitalist Punishment: How Wall Street Is Using Your Money to Create a Country You Didn't Vote For. Nova Iorque, NY: Broadside Books. ISBN 978-0063337756. OCLC 1362864450